# Oreochromis variabilis
Oreochromis variabilis és una espècie de peix de la família dels cíclids i de l'ordre dels perciformes.